# Округ Сан Хуан (Њу Мексико)
Округ Сан Хуан (енгл. San Juan County) је округ у америчкој савезној држави Њу Мексико.

## Демографија
По попису из 2010. године број становника је 130.044, што је 16.243 (14,3%) становника више него 2000. године.
| Група             | 2000.          | 2010.          |
| Белци             | 52.922 (46,5%) | 55.254 (42,5%) |
| Афроамериканци    | 499 (0,4%)     | 756 (0,6%)     |
| Азијати           | 303 (0,3%)     | 484 (0,4%)     |
| Хиспаноамериканци | 17.057 (15,0%) | 24.776 (19,1%) |
| Укупно            | 113.801        | 130.044        |